# Cléopâtre
Cléopâtre är en fransk opera i fyra akter med musik av Jules Massenet och libretto av Louis Payen.
Operan hade premiär den 23 februari 1914 på Opéra de Monte-Carlo, två år efter Massenets död. Handlingen rör sig kring den kända kärlekshistorien mellan drottning Kleopatra av Egypten och den romerske fältherren Marcus Antonius. Efter Octavianus (sedermera kejsare Augustus) seger vid Actium begår både Antonius och Kleopatra självmord. 
Operan är en traditionell grand opéra med masscener, stora känslor och stor passion, förutom balettinlagor och gedigna sångpartier för huvudrollerna.